# 余荫山房
余荫山房，又名余荫园，位于中国广东省广州市番禺区南村镇罗边村北大街，为清代道光年间举人邬彬的私家花园，广东四大名园之一。1983年被列为广州市文物保护单位，1989年被列为广东省文物保护单位，2001年6月被公布为全国重点文物保护单位，2023年3月被评为国家4A级旅游景区。

## 布局
余荫山房始建于清同治六年（1867年），同治十年（1871年）建成。占地面积1598平方米，坐北朝南，以廊桥为界，将园林分为东、西两个部分。
整座园林布局灵巧精致，以“藏而不露”和“缩龙成寸”的手法，在有限的空间里分别建筑了深柳堂、榄核厅、临池别馆、玲珑水榭、来薰亭、孔雀亭和廊桥等。园内有夹墙竹翠、虹桥印月、深柳藏珍三大景观，及临池别馆、卧瓢庐、玲珑水榭、小姐楼四大建筑。
余荫山房西半部以长方形石砌荷池为中心，池南有造型简洁的临池别馆；池北为主厅深柳堂。
深柳堂是园中主题建筑，堂前两壁满洲窗古色古香，厅上两幅花鸟通花花罩栩栩如生，侧厢三十二幅桃木扇格画橱，碧纱橱的几扇紫檀屏风，皆为著名的木雕珍品，珍藏着当时名人诗画书法。
东半部的中央为一八角形水池，池中有八角亭一座，名“玲珑水榭”，原是赋诗把酒、吟风弄月之所，有丹桂迎旭日、杨柳楼台青、腊梅花盛开、石林咫尺形、虹桥清晖映、卧瓢听琴声、果坛兰幽径、孔雀尽开屏之八角玲珑。
水榭东南沿园墙布置了假山；水榭东北点缀着挺秀的孔雀亭和半边亭（来薰亭）。“来薰亭”半身倚墙而筑，“卧瓢庐”幽辟北隅，“杨柳楼台”沟通内外，近观南山第一峰，远接莲花古塔影。东西两半部的景物，通过名叫“浣红跨绿”的拱桥有机地结合在一起。 
此外，余荫山房南面还紧邻着一座稍小的瑜园。瑜园是一住宅式庭院，建于1922年，是园主人的第四代孙邬仲瑜所造。底层有船厅，厅外有小型方池一个，第二层有玻璃厅，可俯视山房庭院景色。现已归属余荫山房，两园并在一起，起到了辅弼作用。
值得一提的是，餘蔭山房內有一座洪氏府第，大概附近有洪氏族人聚居。
- 潜居邬公祠
- 潜居邬公祠
- 文昌苑景区
- 均安堂
- 均安堂
- 浣红跨绿桥和方池
- 深柳堂

## 交通
| 编号 | 编号         | 线路     | 线路 | 线路     | 收费 | 运营商   | 备注 |
| ---- | ------------ | -------- | ---- | -------- | ---- | -------- | ---- |
|      | 番30旅游专线 | 奥园广场 | ⇆    | 余荫山房 | 2元  | 番禺公汽 |      |

| 编号 | 编号              | 线路                 | 线路 | 线路         | 收费  | 运营商   | 备注       |
| ---- | ----------------- | -------------------- | ---- | ------------ | ----- | -------- | ---------- |
|      | 番17              | 华工国际校区公交总站 | ⇆    | 洛溪南浦     | 2元   | 番禺公汽 |            |
|      | 番51              | 番禺中心医院         | ⇆    | 化龙车站     | 2–3元 | 番广客运 | 30–60分/班 |
|      | 番53              | 广州碧桂园           | ⇆    | 化龙车站     | 2–3元 | 番广客运 | 20–30分/班 |
|      | 公交地铁接驳专线8 | 坑头村               | ⇆    | 地铁大石站   | 2元   | 一汽三分 | 20–30分/班 |
|      | 302A              | 雅居乐（剑桥郡）     | ⇆    | 广州火车东站 | 3元   | 番广客运 |            |